# Abbas Sawwan
Abbas Sawwan (ur. 27 stycznia 1976 w Sachninie) – izraelski piłkarz narodowości arabskiej.
Duży rozgłos, a w Izraelu pozycję niemal bohatera narodowego, przyniosła mu bramka strzelona Irlandii w meczu eliminacji Mundialu 2006 26 marca 2005 – gol w ostatniej minucie spotkania przedłużył szanse Izraela na awans do turnieju finałowego.
Był kapitanem drużyny Hapoel Bene Sachnin FC, jedynej drużyny arabskiej grającej w najwyższej klasie rozgrywkowej w Izraelu.